# Győrújbarát
Győrújbarát ist eine Gemeinde im Komitat Győr-Moson-Sopron im Kreis Győr in Ungarn. Die Gemeinde entstand 1969 durch eine Zusammenlegung von vier Siedlungen: Kisbarátfalu (dt. Kleinbratendorf), Kisbaráthegy (dt. Kleinbratenberg), Nagybarátfalu (dt. Großbratendorf) und Nagybaráthegy (dt. Großbratenberg).

## Geografie

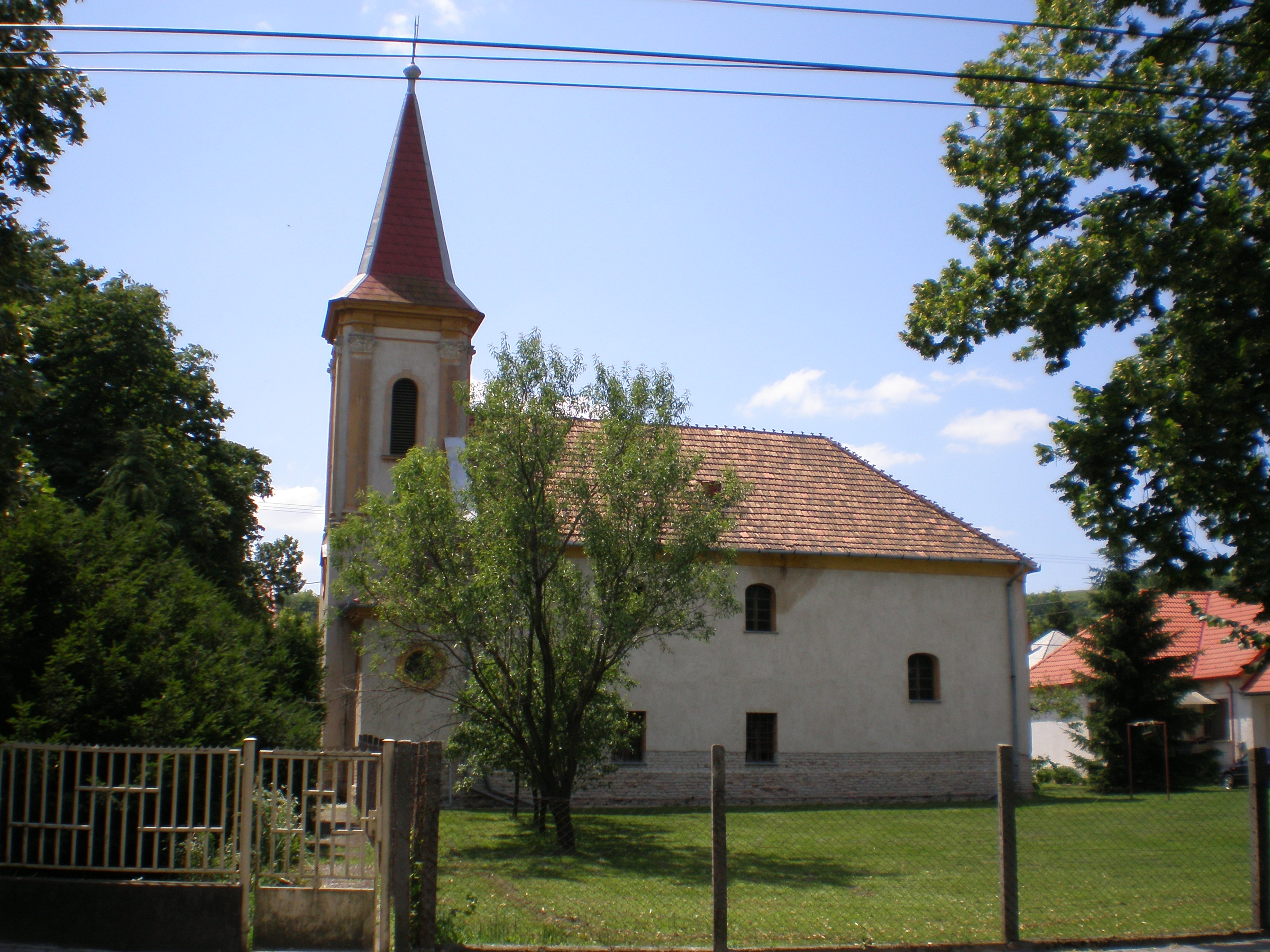
Evangelische Kirche

Die Gemeinde Győrújbarát liegt im Nordwesten Ungarns in der Kleinen Ungarischen Tiefebene 8 Kilometer südlich von Győr und 15 Kilometer südlich der Donau, welche die Grenze zur Slowakei bildet.

## Geschichte
Bei Ausgrabungen wurden im Gebiet von Győrújbarát Überreste aus der Hallstattzeit sowie Gräber aus der Römer- und der Awarenzeit. gefunden.
1211 wurde der Ort als Barath erstmals urkundlich erwähnt. 1549 wurde er durch die Türken zerstört. Im 18. Jahrhundert siedelten sich auch Slowaken und Deutsche in den vier Orten an.

## Städtepartnerschaften
- Neulingen (Deutschland)
- Thorigné-Fouillard (Frankreich)
- Rubiera (Italien)

## Wirtschaft und Infrastruktur
Wein- und Obstanbau sind nach wie vor bedeutende Lebensgrundlagen der Bevölkerung.

### Verkehr
Győrújbarát liegt nahe an der Autobahn M1 nach Budapest und den Hauptstraßen Nr. 82 und 83. Es wird von Linienbussen angefahren.